# Holsted Kommune
Holsted Kommune i Ribe Amt blev dannet ved kommunalreformen i 1970. Ved strukturreformen i 2007 blev den indlemmet i Vejen Kommune sammen med Brørup Kommune og Rødding Kommune.

## Tidligere kommuner
Holsted Kommune blev dannet ved sammenlægning af 3 sognekommuner:
| Kommune | Folketal 1. januar 1970 | Byer      |
| ------- | ----------------------- | --------- |
| Føvling | 1.891                   | Føvling   |
| Holsted | 2.786                   | Holsted   |
| Åstrup  | 1.367                   | Glejbjerg |
| I alt   | 6.044                   |           |

Hertil kom Lindknud sognekommunes vestlige del med byen Hovborg. Den østlige del med byen Lindknud kom til Brørup Kommune. Lindknud sognekommune havde i alt 1.684 indbyggere.

## Sogne
Holsted Kommune bestod af følgende sogne, alle fra Malt Herred undtagen Åstrup, der var fra Gørding Herred:
- Føvling Sogn
- Holsted Sogn – hvorfra Sankt Peders Sogn blev udskilt i 2010
- Hovborg Sogn – udskilt fra Lindknud Sogn i 2010, indtil da kirkedistrikt i Lindknud Sogn
- Åstrup Sogn

## Borgmestre[3]
| Navn              | Parti   | Periode   |
| ----------------- | ------- | --------- |
| Finn Riber Jensen | Venstre | 1970-1974 |
| Hans O. Hansen    | Venstre | 1974-1994 |
| Peter Sørensen    | Venstre | 1994-1995 |
| Carl Aaskov       | Venstre | 1995-2006 |